# Francisco de Melo e Sousa da Cunha e Abreu
Francisco de Melo e Sousa da Cunha e Abreu (17 de Agosto de 1829 - Guarda, 1894), 1.º Visconde de São Pedro do Sul, foi um empresário e político português.

## Biografia
Filho de José Xavier de Sousa e Melo de Magalhães, Moço Fidalgo da Casa Real com exercício no Paço e Senhor de Vínculo em São Pedro do Sul, Sargento-Mor de Ordenanças de Lafões, etc, e de sua mulher Tomásia Guilhermina Duarte da Fonseca Lobo.
Moço Fidalgo da Casa Real com exercício no Paço, do Conselho de Sus Majestade Fidelíssima e Bacharel formado em Direito pela Faculdade de Direito da Universidade de Coimbra, foi grande Proprietário na Guarda e em São Pedro do Sul. Foi Procurador e Presidente da Junta Geral do Distrito da Guarda de 1873 a 1874 e de 1874 a 1876 e Governador Civil do Distrito da Guarda de 1875 a 1879.
O título de 1.º Visconde de São Pedro do Sul foi-lhe concedido por Decreto de D. Luís I de Portugal de 23 de Outubro de 1872. Armas: escudo esquartelado, o 1.º de Melo, o 2.º da Cunha, o 3.º de Abreu e o 4.º de Sousa dos Senhores do Prado; timbre: de Melo; coroa de Visconde (Armas de Sucessão concedidas por Carta de D. José I de Portugal de 17 de Outubro de 1775).

## Casamento e descendência
Casou em 1867 com Ana Augusta da Cunha Pignatelli Tavares Osório (1838 - ), filha de Joaquim da Cunha Pignatelli, Juiz de Direito, e de sua mulher Maria José Tavares Osório. Nasceram apenas duas filhas, das quais foi primogénita Maria da Glória da Cunha Pignatelli de Melo (5 de Outubro de 1869 - ), casada com António Cardoso Moniz, filho do 2.º Barão de Palme, pais do primogénito o 3.º Barão de Palme e do secundogénito o 2.º Visconde de São Pedro do Sul, Francisco de Melo Cardoso Moniz.